# Mary Cholmondeley
Mary Cholmondeley (Hodnet, Shropshire, Anglaterra, 8 de juny de 1859 - 15 de juliol de 1925) fou una escriptora britànica.

## Biografia
Filla del vicari de l'Església de Sant Lluc del poble de Hodnet, Mary Cholmondeley va passar la major part dels primers trenta anys de la seva vida cuidant de la seva mare malalta. Alguns membres de la seva família també van ser part del món literari, en particular el seu oncle Reginald Cholmondeley de Condover Hall, que era amic del novel·lista americà Mark Twain.
Mentre Cholmondeley creixia li agradava explicar històries als seus germans i es va posar a escriure ficció per escapar de la seva monòtona vida. Al seu diari, a l'edat de 18 anys, la jove escriu que mai arribaria a casar-se, ja que pensava que mancava de l'aspecte i l'encant per atreure a un noi.
El primer llibre publicat per Cholmondeley va ser Her Evil Genious (El mal geni, traduït literalment) i poc després, l'any 1886, va publicar la seva segona obra, The Danvers Jewels. L'any 1896 la seva família es va traslladar al llogaret de Condover temporalment abans d'establir-se definitivament a Londres, on va escriure la novel·la satírica, Red Pottage el 1899, que va arribar a ser una de les més venudes tant a Anglaterra com als Estats Units.
Encara que tímida, degut el seu caràcter solitari, va tenir amistat amb algunes de les figures literàries conegudes de l'època i a més de més d'una dotzena de novel·les Cholmondeley va escriure assajos, articles i contes.
El 1917 es va publicar la seva autobiografia, Under One Roof.
Com Cholmondeley havia predit, va morir sense casar-se, als 66 anys. La seva neboda, Stella Benson (1892-1933), també es va convertir en novel·lista. Va participar activament en l'incipient moviment feminista New Woman i va ser amiga d'Henry James.

## Algunes de les seves obres
- The Danvers Jewels (1886).
- Sir Charles Danvers (1889).
- Let Loose (1890) .
- Diana Tempest (1893).
- Devotee: An Episode in the Life of a Butterfly (1897).
- Red Pottage (1899) .
- The Pitfall (1902) . Un inconvenient, Trd. d'Israel Sègol, postfaci de Marta Sanz, Ed. Perifèrica, Càceres, 2011.
- Prisoners (1906).
- The Lowest Rung (1908).
- Moth and Rust (1912).
- After All (1913).
- Notwithstanding (1913).
- Under One Roof (1917).